# هولدن کالفیلد

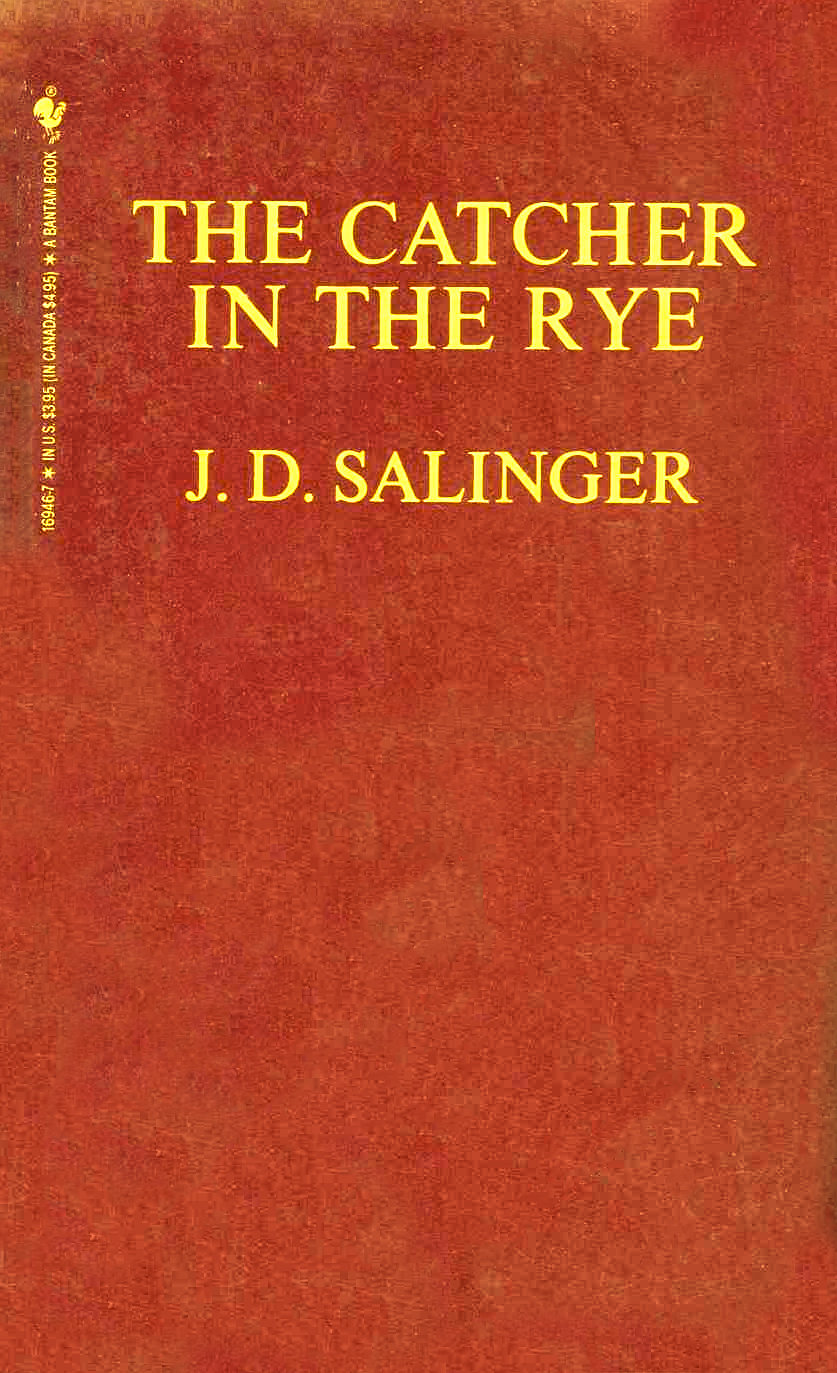
کتاب داستان ناتور دشت

هولدن کالفیلد (به انگلیسی: Holden Caulfield) شخصیتی خیالی و چهره اصلی داستان ناتور دشت (به انگلیسی: The Catcher in the Rye) اثر مشهور جی دی سلینجر است. شخصیت هولدن در چند داستان کوتاه از سالینجر نیز حضور دارد.
ناتور دشت که به صورت اول شخص از زبان هولدن روایت می‌شود به یکی از معتبرترین روایت‌ها از سرگشتگی دوران نوجوانی تبدیل شده‌است. داستان کتاب ماجرای چند روز از زندگی هولدن پس از اخراج از دبیرستان و پیش از بازگشت به خانه است. با مرور این روزها، نگاه خاص هولدن به مسائل مختلف در مواجهه او با ماجراها و شخصیت‌های گوناگون و نیز در خلال اشارات او به خاطرات گذشته و برنامه‌های آینده‌اش برای خواننده آشکار می‌شود.
هولدن قد بلند است و در سمت راست سرش چند موی سفید دارد. نسبت به آدم‌ها و اطرافش نگاهی خاص به آن‌ها دارد. از خانواده‌ای متمول و ساکن در نیویورک است و برادر کوچکش را چند سال قبل از دست داده‌است. برادر بزرگ‌تری دارد به نام دی‌بی که نویسنده‌است و در هالیوود کار می‌کند. خواهر کوچکی به نام «فیبی» هم دارد که از شخصیت‌های اصلی ناتور دشت است.
هولدن کالفیلد شخصیت اصلی ناتور دشت طی نظرسنجی مجله کتاب عنوان دومین شخصیت ادبی جهان را داراست.

## پیشینه
شخصیت هولدن کالفیلد پیش از ظاهر شدن به عنوان شخصیت محوری رمان ناتور دشت، در تعدادی از داستان‌های کوتاه سالینجر حضور یافت. برای مثال ماجرای آخرین شب او در مدرسه، نخستین بار در داستان من خُلم روایت شد. این داستان کوتاه در شماره ۲۱ دسامبر ۱۹۴۶ مجله نیویورکر چاپ شد.
پیشتر بین سالهای ۱۹۴۲ تا ۱۹۴۵ اعضای خانواده کالفیلد از جمله هولدن در داستان‌های مختلف سالینجر روایت شده بودند. در داستان کوتاه روز آخر مرخصی آخر که در شماره پانزدهم ژوئیه ۱۹۴۴ نشریه دی ساتردی اونینگ پست به چاپ رسید، شخصیت فرعی داستان وینسنت کالفیلد (همان دی. بی در ناتور دشت) نام دارد. وینسنت به دوستش خبر می‌دهد که برادر کوچکتر بیست ساله‌اش هولدن، در جنگ ناپدید شده‌است.
اعضای این خانواده در دو داستان منتشر نشده از سالینجر هم دیده می‌شوند؛ در آخرین و بهترین ماجرای پیتر پن برای اولین بار به فیبی کالفیلد اشاره می‌شود. در همین داستان وینسنت، راجع به بچه‌هایی که در معرض سقوط از پرتگاه هستند صحبت می‌کند.. همین ماجرا در ناتور دشت از زبان هولدن روایت می‌شود. در اقیانوسی پر از توپ بولینگ وینسنت از ماجرای مرگ برادرش الی یاد می‌کند. شخصیت و مرگ این برادر در ناتور دشت همواره در خاطرات هولدن حضور دارد.